# 京王線の新宿駅付近の廃駅
京王線の新宿駅付近の廃駅（けいおうせんのしんじゅくえきふきんのはいえき）では、京王電鉄京王線の新宿駅から幡ヶ谷駅付近に、かつて存在した駅について記す。

## 概要
京王線の幡ヶ谷駅以東は太平洋戦争中まで、甲州街道上を走る併用軌道であった。新宿方の起点は新宿駅の東側、新宿追分交差点に設けられていた。
1927年（昭和2年）10月28日、新宿起点は新宿追分交差点上から、近隣に四谷新宿駅を建設して移転。1936年（昭和11年）9月、幡ヶ谷より新町までの間も玉川上水を暗渠とした上に専用軌道を敷設して移転したが、新町から四谷新宿までの間は依然として併用軌道のままであった。
しかし、東京急行電鉄（大東急）時代の1945年（昭和20年）5月25日、新宿 - 初台間にある天神橋変電所が東京大空襲（山の手大空襲）被災による電圧低下のため、新宿駅南口の跨線橋の坂を電車が上れなくなってしまった。このため同年7月24日、新宿西口の現在地にターミナルを移転した。またそれまでは、新宿駅周辺から幡ヶ谷駅の間には駅が数多く存在していたが、これも駅間が密接する区間については不要不急施設であるとして、同時に駅の統廃合を行った。
東急から京王帝都電鉄（現在の京王電鉄）が分離した後の1953年（昭和28年）11月、甲州街道の拡幅に合わせて道路中央に緑地帯を設けて専用軌道とする（センターリザベーション化）といった改良工事を行ったが、その前後の踏切が解消できず、最終的に1963年（昭和38年）4月1日の新宿駅地下化により、残っていた新宿駅手前の併用軌道あるいはそれに類する区間は解消することとなった。

## 駅一覧
京王新宿駅 - 省線新宿駅前駅 - 葵橋駅 - 新町駅 - 天神橋駅 - 西参道駅 - ※初台駅 - 幡代小学校前駅 - *幡代駅 - ※幡ヶ谷駅
- ※は現存する駅である。
- 現在の京王線新宿駅は、位置的には省線新宿駅前駅と葵橋駅との間の北方、新線新宿駅は葵橋駅と新町駅との間にあったことになる。

## 京王新宿駅

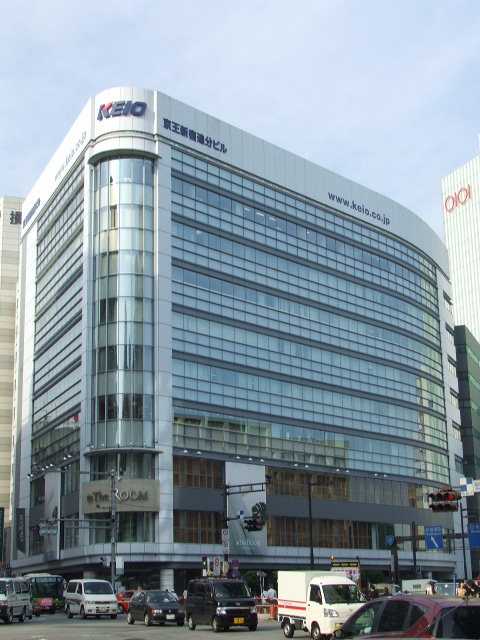
京王新宿駅跡地付近にある「京王新宿追分ビル」

京王新宿駅（けいおうしんじゅくえき）は、現在の「京王新宿追分ビル」および「京王新宿三丁目ビル」の地にあった駅である。
1915年（大正4年）の駅開設当初は新宿追分駅（しんじゅくおいわけえき）として、新宿追分交差点上（現在の新宿三丁目交差点、伊勢丹新宿店の目の前）に駅があった。東京市電（後の都電）が前を横切っており、隣接はしていたものの線路は繋がっていなかった。
1927年（昭和2年）の移転後は、完成したばかりの京王新宿ビルディングの1階に、5面3線の駅が設けられた。駅ビルの2階から5階には、テナントとして武蔵屋呉服店が入居していた。これは東京初のターミナルデパートである。しかし、武蔵屋呉服店は1928年（昭和3年）に破産したため閉店。後継テナントとして1929年（昭和4年）に新宿松屋（百貨店。松屋とは別会社）が入居したが、こちらも1932年（昭和7年）6月に火災を起こし、翌1933年（昭和8年）売りつくしセールを行って閉店。次に1934年（昭和9年）京王パラダイス（喫茶・食堂・宴会場・ビヤホール）となり、その後東京パンを経て、東横百貨店新宿店となっていた。
1945年（昭和20年）5月25日、東京大空襲（山の手大空襲）被災のため新宿駅南口の跨線橋の坂を電車が上れなくなってしまい、休止。同年7月24日、現在の新宿駅にターミナルを移転。この新宿駅乗り入れは当初は仮設扱いとされたが、1949年（昭和24年）6月本建築に変更されたのを受け、京王新宿駅から接続地点まで（起点より0.6km）を正式に廃止した。ただし、軌道跡は暫く存置されていた。
駅廃止後、戦後に大東急から京王帝都電鉄が独立した際、同地に京王帝都電鉄本社が置かれた。駅構内は映画館・新宿京王劇場に改造され、新東宝封切館から松竹東急洋画系のロードショー劇場（東急レクリエーションも参照）になっていた。老朽化で建て替えられた後のこの場所には、京王新宿三丁目ビル（新宿通り側に立地）と京王新宿追分ビル（甲州街道側に立地）がそれぞれ建っており、京王新線と直通運転を行っている都営地下鉄新宿線の新宿三丁目駅C1出入口が前者の敷地内に位置している。京王帝都電鉄本社は1988年（昭和63年）に聖蹟桜ヶ丘駅前へ移転したが、現在でも京王電鉄の登記上本店は京王新宿三丁目ビルである。
なお、現在の京王線の新宿駅を他の路線と区別するために「京王新宿駅」と呼ぶこともある。さらに新線新宿駅とも区別するために「京王線新宿駅」と呼ぶことが多い。

### 座標
- 北緯35度41分25秒 東経139度42分19.7秒 / 北緯35.69028度 東経139.705472度 - 京王新宿駅
- 北緯35度41分26秒 東経139度42分16.7秒 / 北緯35.69056度 東経139.704639度 - 旧・新宿追分駅

### 歴史
- 1915年（大正4年）5月30日 新宿追分駅として開業。
- 1927年（昭和2年）10月28日 京王新宿ビルディングの完成に伴い、同ビルの1階に駅を移転。
- 1930年（昭和5年）3月6日 四谷新宿駅に改称。
- 1937年（昭和12年）5月1日 京王新宿駅に改称。
- 1945年（昭和20年）5月25日 山の手大空襲によって被災。同様に空襲で被災した天神橋変電所の給電能力喪失により、当駅 - 新町駅間休止。
- 1945年（昭和20年）7月24日 駅が現在の京王線新宿駅の場所に移転し廃止[3]。

## 省線新宿駅前駅
省線新宿駅前駅（しょうせんしんじゅくえきまええき）は、現在のJR新宿駅南口前の新宿跨線橋上（甲州街道）にあった駅である。
当時の京王線は、新宿西口に駅を持たず、本駅が省線・小田急線への乗換駅として機能した。

### 座標
- 北緯35度41分21.2秒 東経139度42分2秒 / 北緯35.689222度 東経139.70056度

### 歴史
- 1915年（大正4年）5月1日 停車場前駅として開業。
- 1925年（大正14年）5月1日 駅の利便性向上のため、新宿駅南口前に駅を移転。その際、葵橋駅を統合。
- 1937年（昭和12年）5月1日 省線新宿駅前駅に改称。
- 1945年（昭和20年）5月25日 山の手大空襲による京王新宿駅、天神橋変電所の被災に伴い京王新宿駅 - 新町駅間休止となったため当駅も休止。
- 1945年（昭和20年）7月24日　現在の京王線新宿駅の地に京王新宿駅が移転するルート変更により当駅は廃止。

## 葵橋駅
葵橋駅（あおいばしえき）は、現在の甲州街道西新宿1丁目交差点の付近にあった駅である。
甲州街道の一本南側にある道が玉川上水を暗渠化した道で、駅名はそこにかかっていた橋の名前（葵橋）から来ている。新宿西口方面への最寄駅として機能した。

### 座標
- 北緯35度41分18.8秒 東経139度41分55.3秒 / 北緯35.688556度 東経139.698694度

### 歴史
- 1915年（大正4年）3月31日 葵橋駅として開業。
- 1925年（大正14年）5月1日 停車場前駅に統合され、廃止。

## 新町駅
新町駅（しんまちえき）は、甲州街道西新宿2丁目交差点の付近にあった駅である。
現在、駅跡地は街路樹が植えられている。

### 座標
- 北緯35度41分14秒 東経139度41分45.7秒 / 北緯35.68722度 東経139.696028度

### 歴史
- 1914年（大正3年）11月19日 開業。
- 1945年（昭和20年）5月25日 山の手大空襲による京王新宿駅、天神橋変電所の被災に伴い京王新宿駅 - 新町駅間休止となったため当駅も休止。
- 1945年（昭和20年）7月24日 戦時下での不要不急の駅に指定され、廃止[4]。

## 天神橋駅
天神橋駅（てんじんばしえき）は、現在の京王電鉄天神橋変電所付近にあった駅である。

### 座標
- 北緯35度41分4.8秒 東経139度41分34.6秒 / 北緯35.684667度 東経139.692944度

### 歴史
- 1914年（大正3年）11月19日 開業。
- 1945年（昭和20年）[5] 廃止。

## 西参道駅
西参道駅（にしさんどうえき）は、現在の甲州街道西参道口交差点付近にあった駅である。

### 座標
- 北緯35度40分59.7秒 東経139度41分26.4秒 / 北緯35.683250度 東経139.690667度

### 歴史
- 1914年（大正3年）6月11日 代々木駅として開業。
- 1919年（大正8年）9月 神宮裏駅に改称。
- 1939年（昭和14年）7月21日 西参道駅に改称。
- 1945年（昭和20年）7月24日 戦時下での不要不急の駅に指定され、廃止（初台駅に近かったことから）[6]。

2009年現在、西新宿地区の再開発計画に伴い、京王新線に西参道駅を設置する計画が存在する。（実現すれば事実上の復活）
京王バス東、新宿区コミュニティバス「WEバス」の「西参道」バス停留所が現存する。
また、南側に小田急小田原線の参宮橋駅が存在する。

## 幡代小学校前駅
幡代小学校前駅（はたしろしょうがっこうまええき）は、渋谷区立幡代小学校の付近にあった駅であるが、駅開設直後に廃止された。

### 座標
- 北緯35度40分46.7秒 東経139度41分2.6秒 / 北緯35.679639度 東経139.684056度

### 歴史
- 1914年（大正3年）4月8日 幡代小学校前駅として開業するも、まもなく廃止。

## 幡代駅
幡代駅（はたしろえき）は、現存する「幡代」バス停留所の付近にあった駅である（京王バス東、渋谷区コミュニティバスハチ公バス 春の小川ルートなど）。現在の初台駅と幡ヶ谷駅の間にあった。

### 座標
- 北緯35度40分42.6秒 東経139度40分53秒 / 北緯35.678500度 東経139.68139度

### 歴史
- 1913年（大正2年）10月1日 代々幡駅として開業。
- 1934年（昭和9年）1月19日 幡ヶ谷本町駅に改称。
- 1937年（昭和12年）9月1日 幡代駅に改称。
- 1945年（昭和20年）7月24日 戦時下での不要不急の駅に指定され、廃止[7]。